# Michael II. Teleki
Michael II. Graf Teleki de Szék (* 1634 in Großwardein, Fürstentum Siebenbürgen; † 21. August 1690 in Zernescht, Komitat Fogarasch, Siebenbürgen), Kanzler von Siebenbürgen und Ratgeber des Fürsten Michael I. Apafi.

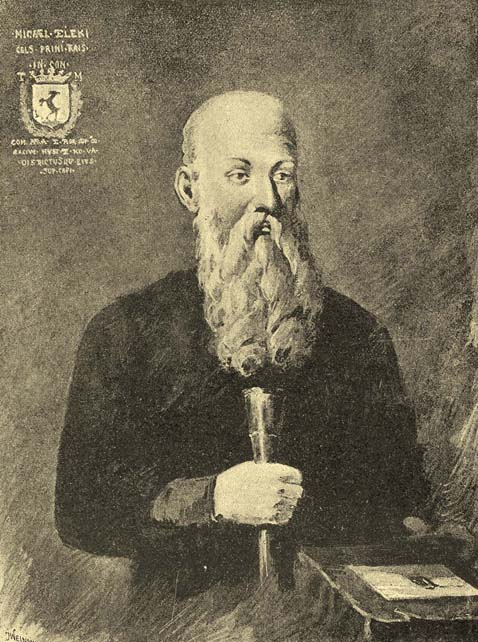
Michael II. Graf Teleki auf einem zeitgenössischen Gemälde

## Leben
Michael Teleki (ung. Teleki Mihály) entstammte dem Adelsgeschlecht der Telekis. Er war der einzige Sohn von Johann Teleki (* 1614, † 1662) und dessen Ehefrau Anna Bornemisza (d. Ä.). Durch Protektion des Fürsten Apafi gelangte er zu einem beträchtlichen Vermögen, später wurde er zum General der Landesgruppen ernannt. Mütterlicherseits war er mit Apafi auch verwandt, da Apafis Ehefrau Anna Bornemisza (* 1630, † 1688) eine Kusine von ihm war, zu welcher er auch als Kanzler sehr engen Kontakt unterhielt. Fürst Apafi war ein sehr schwacher Herrscher, deshalb wurde das Fürstentum eigentlich von seiner Ehefrau in Kooperation mit Teleki geführt.
In jungen Jahren war Teleki ab 1657 Gefolgsmann und Kapitän der Leibgarde von Georg II. Rákoczi, danach kam er in das Lager des Fürsten von Siebenbürgen Johann Kemény. In der Schlacht von Groß-Alisch bei Schäßburg am 23. Januar 1662 kämpfte Teleki an der Seite Kemény's, weswegen er zum Tode verurteilt wurde und sein Vermögen eingezogen werden sollte. Da er aber den neuen Fürsten Michael I. Apafi den Treueid leistete, wurde er begnadigt. Und so geriet er ab 1663 an dessen Hof, wo er beträchtlichen politischen Einfluss erlangte. Nach dem Frieden von Eisenburg im Jahre 1664 verhandelte Teleki mit dem Abgesandten des Wiener Hofes Johann von Rottal und versuchte für Ungarn  günstigere Ergebnisse zu erzielen. Später verhandelte er auch mit Palatinus Franz Wesselenyi der versuchte Siebenbürgen in seine Magnatenverschwörung einzubeziehen. Nach deren Niederschlagung flüchtete er zurück nach Siebenbürgen und wurde 1672 zum Führer der Kuruzen in Siebenbürgen; er verhandelte selbst mit dem französischen König Ludwig XIV., von dem er eine finanzielle Unterstützung für die aufständischen Kuruzen erbat. Nach der erfolglosen Belagerung von Eperjes fing unter den Aufständischensein sein Stern an zu sinken, die Kuruzen wählten Emmerich Thököly zu ihren Führer. Danach wandte sich Teleki von den Kuruzen vollkommen ab und begann eine neue Politik.
Unter dem Einfluss des Sieges von Johann Sobieski und der kaiserlichen Truppen in der Schlacht am Kahlenberg bei Wien im Jahre 1683 änderte Michael Teleki seine Politik grundlegend. Als er sah, dass Thököly mit den Osmanischen Sultan ein Bündnis abschloss, begann er im Jahre 1685 geheime Verhandlungen mit Kaiser Leopold I. In diesen Verhandlungen verpflichtete sich Teleki Siebenbürgen unter die Oberhoheit des Kaisers zu bringen, wobei er jedoch die Souveränität Siebenbürgens erhalten wollte. Nach der Rückeroberung von Ofen im Jahre 1686 besetzte 1687 Feldmarschall Antonio von Caraffa Siebenbürgen. Teleki sowie die maßgebenden Adeligen Siebenbürgens stellten sich an Caraffas Seite.
Nach Abwendung von den aufständischen Kuruzen wurde Teleki, ein ausgesprochener Machtpolitiker, der wusste, dass nun das Kaisertum Österreich die maßgebende politische Macht in Mitteleuropa darstellen wird, ein Anhänger des kaiserlichen Österreichs. Für diese Zuwendung wurde er 1685 vom Kaiser Leopold I. in den Reichsgrafenstand des Heiligen Römischen Reiches Deutscher Nation erhoben.

### Telekis Tod und Begräbnis
Im August 1690 marschierte Emmerich Thököly an der Spitze eines Heeres, das aus Kuruzen und Türken bestand, in Siebenbürgen ein. Am 15. August führte er sein gemischtes Heer in einer halsbrecherischen Aktion über den Pass von Türzdorf (Komitat Kronstadt) und fiel am 21. August den kaiserlichen Truppen, die von Michael Teleki und dem österreichischen Feldmarschall Donat Johann Heißler von Heitersheim befehligt wurden, in den Rücken. In der darauf folgenden Schlacht, die in der Nähe der Ortschaft Zernescht geschlagen wurde, besiegte Thökölys Heer die kaiserlichen Truppen. Teleki fiel in der Schlacht und Heißler geriet in Gefangenschaft.

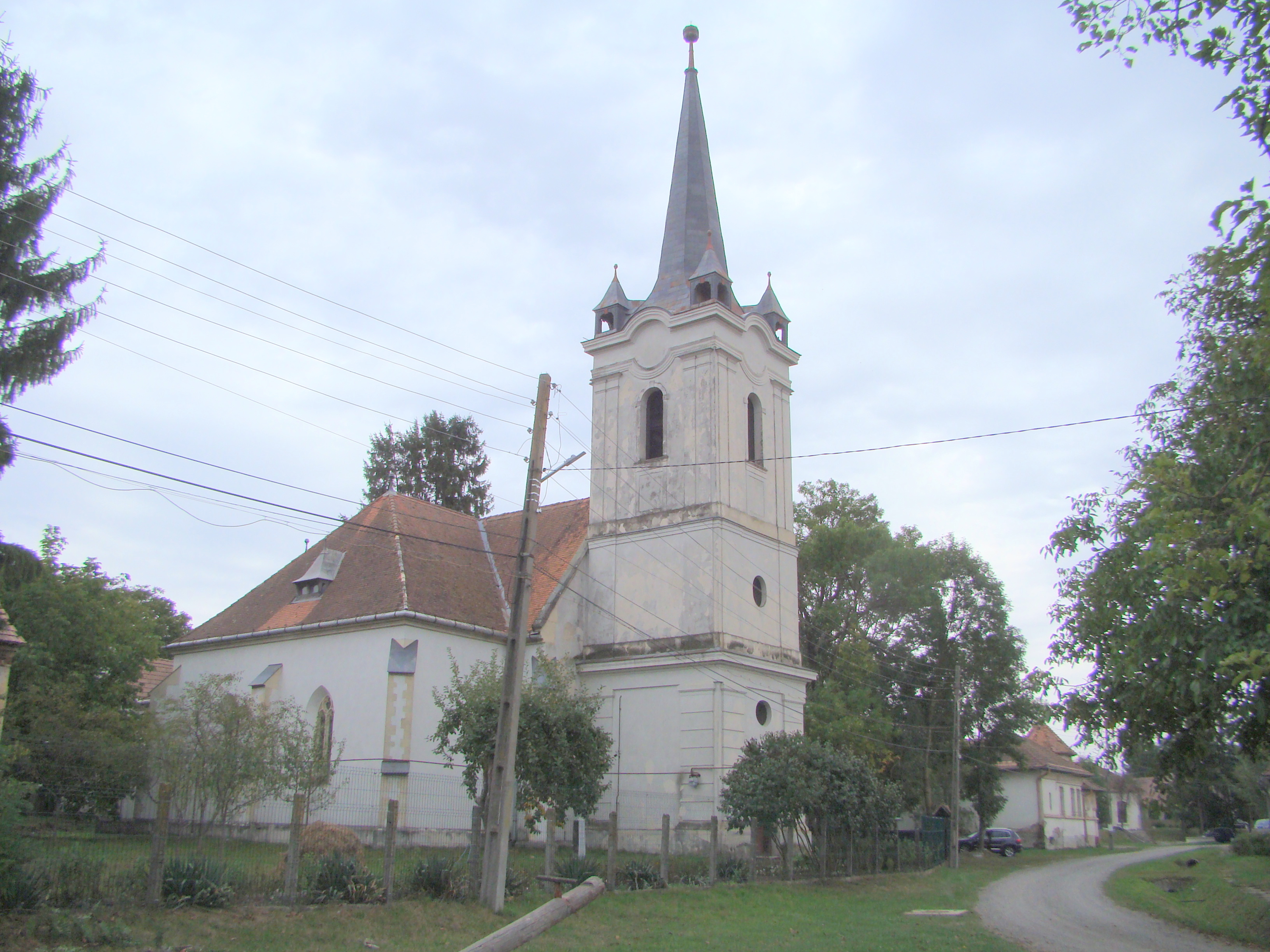
Gotische reformierte Kirche (1456) in Kertzing. In der Krypta dieser Kirche wurde Michael Teleki beigesetzt.

Auf Thökölys Geheiß wurde der Leichnam Telekis einen Tag nach der Schlacht von seinem Sekretär János Komáromy geborgen. Thököly schickte den Leichnam in Begleitung einiger Soldaten zu seiner Witwe, die sich damals auf der Burg Görgen (auch Sankt-Emrich, ung. Görgény) im Komitat Maros-Torda befand. Durch die unruhigen und kriegerischen Zeiten verzögerte sich die Bestattung von Michael Teleki. Diese konnte erst am 4. Januar 1691 in der Evangelisch-reformierten Kirche (Teleki war calvinistischen Glaubens) von Kertzing (ung. Gernyeszeg) im Komitat Maros-Torda – in Anwesenheit zahlreicher Trauergäste – stattfinden. Der Trauergottesdienst wurde von vier calvinistischen Predigern (Predigten: József Nagyvári, Mihály Nánasi) gehalten. Nach der Einsegnung durch die Prediger Márton Dési und István Kolosvári wurde der Sarg in der Krypta der gotischen Kirche von Kertzing zur letzten Ruhe gebettet.

## Familie und Nachkommen
Michael Teleki war zweimal verheiratet. In erster Ehe war er mit Sophia Pekry de Petrovina et Kutyfalva (* 1638, † 28. Januar 1660) verheiratet (Jahr der Eheschließung 1859 ?).
Seine zweite Ehefrau (ab 1662?) war Judith Weér de Köröstarcsa (* 1641, † 4. Februar 1707), mit welcher er 13 Kinder hatte:
- Katharina (* 1658) ⚭ mit Pál Bánffy de Losoncz (* 1646, † 1703)
- János (* 1662, † 1681)
- Anna (2) (* / † ?)[6]
- Zsuzsanna (* 1664, † 1712) ⚭ Mihály Vay de Vaja (* 1660, † 1707)
- László (* 1668, † 1714) ⚭ mit Anna Vay de Vaja (* ~1671, † ~1713)
- Judith (* 1670) ⚭ mit János Pongrácz de Nagymihály (* ~1640, † ~1700)
- Mihály (* 15. Januar 1671 in Sorostély, † 1. Januar 1720 in Szentpéter) ⚭ mit Katalin Thoroczkay de Toroczkószentgyörgy (* 1679, † 1722)
- Krisztina (* 1672, † 1721) ⚭ 1. mit Pál Kendeffy (* 1668), 2. mit Abraham Barcsay de Nagy-Barcsa (* 1638, † 1716)
- József (* 1674, † 1732) ⚭ 1. mit Kata Bethlen (* 1700, † 1759), 2. mit Borbála Kún de Osdola (*~1676)
- Pál (* 1677, † 1731) ⚭ mit Katalin Vay de Vaja (* 1684, † 1750)
- Sándor (* 1679, † 1754) ⚭ 1. mit Júlia Bethlen (* 1686, † 1722), 2. mit Zsuzsanna Nagy de Pete (* 1707, † 1748)
- Borbála (* 1679) ⚭ mit László Vay de Vaja et Luskod
- Erzsébet (* 1681) ⚭ 1. mit László Macskási (* 1677), 2. mit István Jósika de Branyicska (* ~1651)

Vermutlich aus einer außerehelichen Verbindung Michael Telekis wird im genealogischen Verzeichnis eine Anna Teleki de Szék (* frühestens 16. Februar 1661 / spätestens 26. Februar 1663, † 31. März 1720) erwähnt. Ein Name der Mutter wurde nicht angegeben. In erster Ehe heiratete Anna Miklós Apafi (* 1625, † 1685), den Neffen des Fürsten Mihály I. Apafi und in zweiter Ehe János Kemény (* 1664, † 1701). Anna Teleki de Szék soll eine Zeitlang mit Emmerich Thököly verlobt gewesen sein, dieser löste jedoch die Verlobung, da er sich in Ilona Zrinyi verliebte. Durch die Lösung dieser Verlobung wurde Annas Vater Michael Teleki einer der unerbittlichsten Feinde von Thököly.